# Squiddly la pieuvre
Squiddly la pieuvre (Squiddly Diddly) est une série télévisée d'animation américaine en 26 épisodes de 10 minutes produite par les studios Hanna-Barbera et diffusée du 2 octobre 1965 au 15 octobre 1966 sur le réseau NBC.
Au Québec, la série a été diffusée à partir du 17 octobre 1966 à la Télévision de Radio-Canada. En France, la série a été diffusée pour la première fois le 28 mai 1980 sur TF1 dans l'émission Les Visiteurs du mercredi. Elle a été rediffusée sur cette même chaine en 1982 dans Croque-vacances puis dans Mer-cre-dis-moi-tout et en 1984 dans Vitamine. De la fin des années 1990 au début des années 2000, elle est diffusée sur Cartoon Network puis à partir du 1er mai 2004 sur Boomerang.

## Synopsis
Squiddly est une gentille pieuvre rose qui porte un petit chapeau de matelot, et qui vit dans un parc aquatique. Douée pour la musique et s'ennuyant à mourir, elle voudrait faire carrière dans le show business pour jouer du saxophone ou de la guitare. Pour ce faire, elle tente souvent de s’évader du parc, mais Winchley, le gardien moustachu du parc, sympathique mais intransigeant, ramène toujours Squiddly dans sa piscine-aquarium à la fin de chaque épisode.

## Fiche technique
- Titre original : Squiddly Diddly
- Titre français : Squiddly la pieuvre
- Réalisateur : Joseph Barbera, William Hanna
- Scénaristes : Dalton Sandifer, Warren Foster, Michael Maltese
- Production : Joseph Barbera, William Hanna, Alex Lovy
- Sociétés de production : Hanna-Barbera Productions
- Musique : Ted Nichols
- Pays d'origine :  États-Unis
- Langue : anglais
- Nombre d'épisodes : 26 (2 saisons)
- Durée : 10 minutes
- Genre : Animation
- Dates de première diffusion : 
  -  États-Unis : 2 octobre 1965 sur NBC
  -  Québec : 17 octobre 1966 à la Télévision de Radio-Canada
  -  France : 28 mai 1980 sur TF1

## Distribution

### Voix originales
- Paul Frees : Squiddly Diddly
- John Stephenson : Chief Winchley

### Voix québécoises
- Luc Durand puis Daniel Lesourd : Squiddly
- Edgar Fruitier : Chef Winchley
- André Montmorency : voix additionnelles

## Épisodes

### Saison 1 (1965)
1. Squiddly à échapper (Way Out Squiddly)
2. Le Spectacle (Show Biz Squid)
3. L'Échange (The Canvas Back Squid)
4. Service nerveux (Nervous Service)
5. Dans l'Ouest (Westward Ha!)
6. Squiddly l'acteur (Sea Grunt)
7. Squiddly et Chef cuisinier (Chief Cook and Bottle Washer)
8. Squiddly l'amoureux (Squid on the Skids)
9. Le Problème (Double Trouble)
10. Squiddly est adopté (Squid Kid)
11. Booty et la Bête (Booty and the Beast)
12. Faire le clown (Clowning Around)
13. La Surprise (Surprize Prize)
14. L'Apprentie astronaute (Naughty Astronut)
15. Le Fantôme (The Ghost Is Clear)
16. Un canard chanceux (Lucky Ducky)
17. Fox Marine (Foxy Seal)
18. Le Double de Squiddly (Squiddly Double Diddly)
19. La Folie à Hollywood (Hollywood Folly)
20. Le Chevalier Noir (One Black Knight)

### Saison 2 (1966)
1. Le Pirate (Yo Ho Ho)
2. Drôle de poisson (Phoney Fish)
3. Squiddly le héros (Gnatman)
4. Le Robot (Robot Squid)
5. Le Voleur (Jewel Finger)
6. Squiddly le baby-sitter (Baby Squidder)